# Řečanka menší
Řečanka menší (Najas minor, syn. Caulinia minor) neboli řečanečka menší je druh jednoděložné vodní rostliny z čeledi voďankovité (Hydrocharitaceae). Starší taxonomické systémy ji většinou řadily do samostatné čeledi řečankovité (Najadaceae).

## Popis
Jedná se o jednoletou vodní rostlinu s ponořenými listy i květy a kořenící ve dně. Listy jsou jednoduché, vstřícné až v přeslenech, přisedlé s listovými pochvami, které nejsou srostlé. Čepele jsou celistvé, čárkovité, 0,5-1 mm široké, jednožilné, na okraji jen velmi jemně osténkatě zubaté. Listové pochvy jsou brvitě zubaté. Květy jsou jednopohlavné ale na rozdíl od řečanka přímořské se jedná o rostlinu jednodomou. Květy jsou jednotlivé, dosti redukované. Samčí květy mají na bázi soubor toulcovitých šupin a baňkovitý 2-pyský obal, který je někdy interpretován jako okvětí. Samičí květy jsou zcela nahé. Samčí květy obsahují 1 tyčinku s přisedlým prašníkem. Opylování se děje pomocí vody (hydrogamie). V samičích květech je pseudomonomerní gyneceum složené ze 3 plodolistů. Semeník je svrchní. Plodem je nažka.

## Rozšíření ve světě
Řečanka menší roste přirozeně v teplejších částech Evropy, Asie a v Africe. Od 30. let 20. století roste jako nepůvodní i v USA, kde vystupuje jako invazní druh.

## Rozšíření v Česku
V ČR to je velmi vzácný druh a patří mezi kriticky ohrožené druhy flóry ČR, kategorie C1. Roste v nížinách až pahorkatinách, hlavně na Moravě a v severních Čechách.